# Isla de Area
La isla de Area (Illa da Ínsua da Area) es un islote de Lugo (Galicia, España) situado en plena ría de Vivero, municipio al que pertenece.

## Descripción
Tiene una característica orografía abigarrada cubierta de verde y con una arboleda de viejos pinos y eucaliptos. En el pasado era muy frecuentada por campistas, actividad hoy prohibida. Llegó a estar habitada estacionalmente durante el verano (pese a su reducido tamaño), por eso se conservan todavía las ruinas de algunas casas. El islote se despobló a mediados del siglo XX.

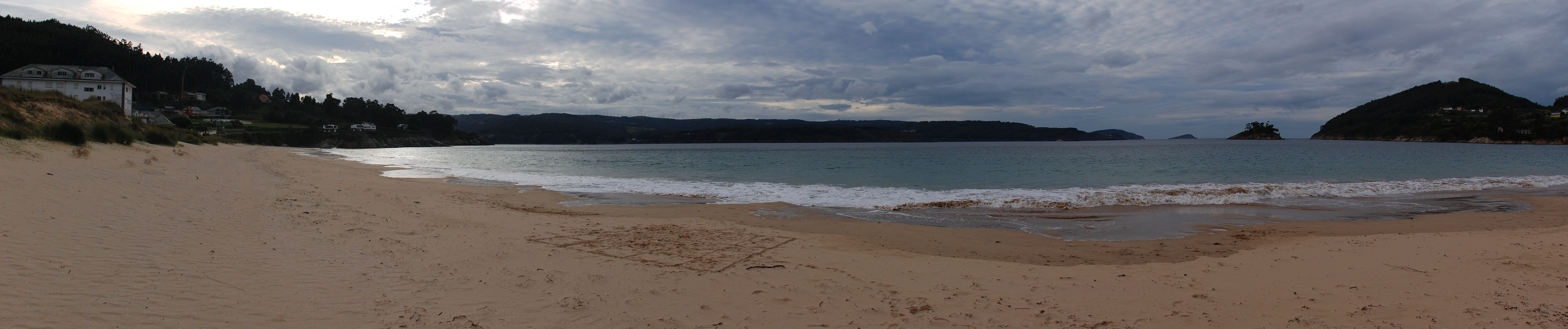
Vista de la playa de Area. La isla se observa al fondo a la derecha

- Datos: Q9009732